# Paneriai
Paneriai seniūnija (litauisk: Panerių seniūnija) er en forstad til Vilnius ligger ca. 10 km sydvest for Vilnius centrum på de lave skovklædte bakker langs hovedvejen Vilnius-Warszawa. Som det litauiske navn (på dansk "ved Neris") angiver, på bredden af floden, og var tidligere et yndet og velbesøgt udflugts- og badested for Vilnius' boere.
Paneriai er arealmæssigt den største seniūnija i Vilnius og samtidig den tyndest befolkede med kun godt 100 indbyggere/km².
Panerai seniūnija består af kvartererne (litauisk Miesto dalis (mikrorajonas)): Aukštieji Paneriai, Degeniai, Gariūnai, Jočionys, Kazbiejai, Liudvinavas, Naujakiemis, Trakų Vokė.
Jernbaneknudepunktet i Paneriai var skueplads for Paneriai-massakren, et massemord, hvor op mod 100.000, mest jøder, polakker, russere, litauere og romaer blev likvideret under den tyske besættelse af Litauen.

## Historie
Bydelen var tidligere en selvstændig landsby.
Paneri blev sandsynligvis anlagt som landsby engang i det 14. århundrede. I 1390 blev landsbyen erhvervet af Vilnius' bispedømme og blev hurtigt den største leverandør af mursten til byen. Paneriai deler historie med Vilnius. Efter den tredje deling af Polen blev Vilnius guvernementshovedstad i Russiske Kejserrige og Paneriai blev en del af Vilnius-guvernementet. Under Novemberopstanden stod slaget ved Ponary tæt ved landsbyen den 19. juni 1831, hvor Dezydery Chłapowskis og Antoni Giełguds styrker blev slået af det russiske infanteri.
Som resultat af Sovjets tilbagetrækning i slutningen af første verdenskrig og indgåelsen af Brest-Litovsk-traktaten blev området afstået til Tyskland og overført til den nyoprettede Hviderussiske Folkerepublik. Med Tysklands nederlag få måneder senere undergik området omfattende politiske omvæltninger, og efter den polsk-sovjetiske krig og den polsk–litauiske krig, blev området besat af og indlemmet i Polen den 20. februar 1922. I 1939 efter Tysklands invasionen af Polen blev landsbyen besat af Sovjetunionen og overført til Litauen, for kun et år senere at indgå i den nyoprettede Litauiske Socialistiske Sovjetrepublik.
Fra 1991 har Paneriai været en del af det uafhængige Litauen og har nu status som seniūnija i Vilnius.
Udmiddelbart vest for Aukštieji Panerių (dansk Øvre Paneriai) ligger mindelunden for de næsten 100.000 myrdede ved massakren i Paneriai.

## Galleri
- Paneriai er kendt som et jernbaneknudepunkt, med en stor rangerbanegård
- Paneriai Kirke